# سونيا سوتومايور
سونيا سوتومايور (بالإنجليزية: Sonia Sotomayor)‏ (مواليد 25 يونيو 1954) هي أحد القضاة التسعة في المحكمة العليا للولايات المتحدة. تولت سوتومايور منصبها بعد أن رشحها الرئيس باراك أوباما في 26 مايو 2009 لتشغل المنصب القاضي المتقاعد ديفيد سوتر، سوتومايور هي أول قاضية من أصول أمريكية لاتينية في المحكمة العليا.
تنحدر سوتومايور من أسرة تعود أصولها إلى بورتو ريكو، كما ولدت في حي برونكس الفقير في مدينة نيويورك. توفي أبيها حين بلغت التاسعة، لتقوم أمها بتربيتها.
حصلت سوتومايور على البكالوريس من جامعة برنستون العام 1975، وحصلت على دكتوراة القضاء من كلية القانون التابعة لجامعة يال في نيو هيفن، كونيتيكت في العام 1979. حيث كانت رئيسة تحرير الصحيفة التابعة للكلية صحيفة "Yale Law Journal". كما عملت مساعدة للنائب العام في نيويورك لبعض الوقت قبل أن تنخرط في ممارسة العمل بشكل مستقل في 1984.
قبل توليها منصبها في المحكمة العليا، كانت سوتومايور قاضية فيدرالية في محكمة استئناف ولاية نيويورك.
رشحت سوتومايور لشغل منصب قاضية فيدرالية في المحكمة الجزئية للمنطقة الجنوبية لنيويورك في العام 1991 من قبل الرئيس السابق جورج بوش الأب وتم التصديق على تعيينها في 1992.
حكمت سوتومايور في عدة قضايا هامة ففي 1995 وجهت تحذيرا شديدا بشأن انهاء إضراب «دوري البيسبول الرئيسي» الذي بدأ في 1994. في العام 1997 رشحها الرئيس السابق بيل كلينتون إلى محكمة الاستئناف، وبعد أكثر من عام على ترشيحها تم تأكيد الترشيح وانضمت إلى المحكمة في 1998.
سوتومايور كانت بروفسور مساعد في كلية القانون التابعة لجامعة نيويورك من 1998 إلى 2007، كما كانت محاضرة في كلية القانون التابعة لجامعة كولومبيا.
قبيل ترشيح أوباما لها، اعتبرت سوتومايور مرشحة قوية لشغل المنصب الشاغر في المحكمة العليا للولايات المتحدة.
في 2005 اقترح أعضاء ديمقراطيون في مجلس الشيوخ الأمريكي سوتومايور لجورج بوش الابن كمرشحة للمنصب الشاغر آنذاك في المحكمة العلية، حيث اختار بوش في نهاية المطاف صامويل أليتو المعروف بسياسته المحافظة إلى حد ما.
كانت هناك تكهنات بأن مرشح أوباما لمنصب رئيس المحكمة العليا هي سوتومايور قبل الإعلان الرسمي للقاضي سوتر عن تقاعده، لتتأكد هذه التكهنات بعد اعلان سوتر لتقاعده، وحينها ذكرت تقارير أن سوتومايور بالفعل على اللائحة القصيرة للمرشحين من قبل أوباما للمنصب. ليرشحها أوباما في 26 مايو 2009.
وأثناء اعلان أوباما لترشيح سوتومايور في المؤتمر الصحفي بالغرفة الشرقية للبيت الأبيض أشاد بسيرة سوتومايور وتجربتها القضائية التي دامت لأكثر من 30 عاما، مضيفا إلى كونها تتمتع بخبرة متميزة تفوق تلك التي تمتع بها جميع قضاة المحكمة العليا عند توليهم للمنصب، وأضاف قائلا: «لقد قررت تعيين امرأة اعتقد انها ستكون قاضية ممتازة وهي القاضية سونيا سوتومايور من ولاية نيويورك العظيمة»
تعرف سوتومايور بمواقفها السياسية التي تميل إلى الوسط، وبحسها المهني، ويتوقع مراقبون أن يشهد تعيين سوتومايور جدلا كبيرا ومعارضة من قبل أعضاء جمهوريين في مجلس الشيوخ الأمريكي حيث يعتبرها البعض «ليبرالية إلى حد بعيد» كما يلاحظ بأنها نشطة وذكية وذات شخصية قوية.

## بدايات مسيرتها الحقوقية
بناءً على توصيات كابرانس، وُظفت سوتومايور وفق شهادة كلية الحقوق مدعيًا عامًا مساعدًا تحت إدارة روبرت مورغنثاو مدعي عام منهاتن بدءًا من عام 1979. قالت حينها أنها فعلت ذلك بمشاعر متضاربة: «كان هناك ضغط هائل من مجتمعي، من مجتمع العالم الثالث، في يال. لم يستطيعوا فهم أخذي لهذا العمل. لست واثقة من أني سويت تلك المسألة إطلاقًا». اتسمت تلك الفترة بمعدلات جريمة ومشاكل مخدرات تصل لمستوى الأزمة في نيويورك، كان طاقم مورغنثاو مثقلًا بالقضايا، وكأي وكيل نيابة مبتدئ، شعرت سوتومايور في البداية بالرهبة من الظهور أمام القضاة في المحكمة. بعملها في قسم المحاكمات، استلمت حجمًا كبيرًا من القضايا إذ رفعت دعاوى عل كل شيء من نشل المتاجر والدعارة إلى السرقات بالإكراه والاعتداءات وجرائم القتل. عملت أيضًا على حالات متعلقة بعنف الشرطة. لم تكن خائفة من المجازفة بدخول الأحياء الغوغائية أو تحمّل ظروف مزرية في سبيل مقابلة شهود. في قاعة المحكمة، كانت ناجحة في استجواب شهود الخصم وفي تبسيط القضية بطرق يمكن لهيئة المحلفين فهمها والتعاطف معها. في عام 1983، ساعدت بإدانة ريتشارد ماديكس (المعروف باسم «طرزان القاتل» الذي دخل بطريقة بهلوانية إلى شققٍ، سرقها، وأطلق الرصاص على ساكنيها دون سبب). رأت بأن الجرائم من الرتب الأدنى هي بمعظمها نتاج البيئة الاجتماعية الاقتصادية والفقر، لكن كان لها موقف مختلف إزاء الجنايات الخطيرة: «لا تهم درجة الليبرالية التي أنا عليها، إذ لاأزال مستاءة من جرائم العنف. بغض النظر عن إمكانية تعاطفي مع الأسباب التي أدت بهؤلاء الأشخاص لفعل هذه الجرائم، فإن الآثار شائنة». كانت جرائم الهسبان على بعضهم البعض في أمريكا ذات اهتمام خاص بالنسبة لها: «أكثر الجرائم حزنًا بالنسبة لي تلك التي يرتكبها أفراد قوميتي ضد بعضهم البعض». بشكل عام، أظهرت شغفًا لنشر القانون والنظام في شوارع نيويورك، مظهرة حماسًا خاصًا في تتبع حالات التصوير الإباحي للأطفال، حالة غير عادية في ذلك الوقت. عملت 15 ساعة في اليوم واكتسبت سمعة لاندفاعها وجاهزيتها وإنصافها. صنفها أحد أنظمة تقييم الوظائف بأنها «نجمٌ مرتقب». وصفها مورغنثاو لاحقًا بأنها «ذكية، مجدة، وتملك قدرًا كبيرًا من الحس السليم»، وبأنها «شجاعة ومدعية ناجحة». أمضت فترة نموذجية من الوقت في هذه الوظيفة وكان لها رد فعل شائع عليها: «بعد فترة، تنسى أن هناك أشخاص شريفة تحترم القانون في الحياة».
انفصلت سوتومايور عن نونان وديًا عام 1983؛ لم يُنجبا أطفالًا. قالت أن ضغوطات حياتها المهنية كانت عاملًا مساهمًا، لكنها ليست العامل الأكبر في الانفصال. من عام 1983 إلى 1986، مارست سوتومايور المحاماة بشكل فردي غير رسمي، أطلقت على مكتبها اسم سوتومايور وشركاؤها، كان موجودًا في شقتها في بروكلين. أجرت أعمالًا استشارية قانونية، في غالبها للأصدقاء أو أفراد العائلة.
في عام 1984، دخلت عمل المحاماة الخاص، بانضمامها إلى مجموعة محاماة بافيا وهاركورت الخاصة بالقضايا التجارية في منهاتن بوصفها مساعدة. هي واحدة من 30 محام في شركة الحقوق هذه، تخصصت في قضايا الملكية الفكرية، والقانون الدولي، والتحكيم. قالت لاحقًا، «أردت إكمال نفسي كمحامية». على الرغم من أنها لم تملك خبرة في دعاوى القانون المدني، إلا أن الشركة شغّلتها بكثرة، وتعلمت العمل بسرعة. كانت تواقة للنظر في القضايا والمجادلة في المحكمة، أكثر من أن تكون جزءًا من شركة محاماة أكبر. كان زبائنها بمعظمهم شركات دولية تعمل في الولايات المتحدة؛ أمضت معظم وقتها بتعقب ومقاضاة مزوري بضائع فيندي. في بعض الحالات، ذهبت سوتومايور إلى الموقع مع الشرطة إلى حي هارلم أو الحي الصيني لضبط المتاجرات غير القانونية، في الحالة الأخيرة لاحقت المجرم الفار وهي تركب دراجة نارية. قالت في ذلك الوقت أن جهود بافيا وهاركورت كانت تُبذل وكأن العمل هو على «عملية مخدرات»، وجُمعت آلاف الحلي المزورة عام 1986  بنجاح واحتُفل بالأمر من خلال حدَث عُرف باسم «فيندي كراش»، أُتلفت من خلاله هذه الحلي بواسطة شاحنات القمامة أمام تافرين أون ذا غرين. في أحيان أخرى، تعاملت مع قضايا قانونية متعلقة بالبضائع الجافة مثل نزاعات عقود تصدير الحبوب. في ظهور لها عام 1986 في برنامج صباح الخير يا أميركا الذي أبرزَ نساءً بعد عشر سنوات من التخرج الجامعي، قالت أن الجزء الأكبر من عمل المحاماة كان مشقة، وفي حين أنها كانت راضية عن حياتها، إلا أنها تتوقع أشياء أكبر عن نفسها بعد التخرج. في عام 1988 أصبحت شريكة في الشركة؛ دُفع لها جيدًا لكن دون مغالاة. غادرت الشركة عام 1992 حين أصبحت قاضية.